# Колфакс (Північна Дакота)
Колфакс (англ. Colfax) — місто (англ. city) в США, в окрузі Ричленд штату Північна Дакота. Населення — 172 особи (2020).

## Географія
Колфакс розташований за координатами 46°28′15″ пн. ш. 96°52′21″ зх. д. / 46.47083° пн. ш. 96.87250° зх. д. (46.470881, -96.872472).  За даними Бюро перепису населення США в 2010 році місто мало площу 2,64 км², уся площа — суходіл.

## Демографія
Згідно з переписом 2010 року, у місті мешкала 121 особа в 46 домогосподарствах у складі 36 родин. Густота населення становила 46 осіб/км².  Було 48 помешкань (18/км²).
Расовий склад населення:
| - 100,0 % — білих |

До двох чи більше рас належало 0,0 %. Частка іспаномовних становила 0,0 % від усіх жителів.
За віковим діапазоном населення розподілялося таким чином: 28,9 % — особи молодші 18 років, 57,9 % — особи у віці 18—64 років, 13,2 % — особи у віці 65 років та старші. Медіана віку мешканця становила 37,4 року. На 100 осіб жіночої статі у місті припадало 124,1 чоловіків;  на 100 жінок у віці від 18 років та старших — 109,8 чоловіків також старших 18 років.
Середній дохід на одне домашнє господарство  становив 111 733 долари США (медіана — 108 750), а середній дохід на одну сім'ю — 132 000 доларів (медіана — 112 500). За межею бідності перебувало 2,5 % осіб, у тому числі 0,0 % дітей у віці до 18 років та 27,3 % осіб у віці 65 років та старших.
Цивільне працевлаштоване населення становило 64 особи. Основні галузі зайнятості: сільське господарство, лісництво, риболовля — 21,9 %, освіта, охорона здоров'я та соціальна допомога — 17,2 %, науковці, спеціалісти, менеджери — 10,9 %, будівництво — 10,9 %.